# Caverna Voronya

A Caverna Voronya, também conhecida como Krubera-Vorónia, é a segunda caverna mais profunda do mundo, localizada no Maciço Arabika, na Abecásia, uma república independente da Geórgia, na região do Cáucaso. Sua entrada situa-se à 2.240 metros de altitude, a 15 quilômetros do mar Negro. Em 2005, o CAVEX Team descobriu uma nova parte inexplorada, ampliando ainda mais a profundidade da caverna, que já havia quebrado o recorde em 2004, atingindo 2.080 metros.

## História da exploração
Os eventos de exploração da Caverna Voronya incluem marcos significativos:
- 1960: Exploradores georgianos descobrem a caverna e exploram até -180 metros.
- Meados dos anos 80: Clube de Kiev explora a caverna até -340 metros.
- Agosto de 1999: O Time Ucraniano do Segundo Escalão encontra uma "janela" a -230 metros, levando-os ao salão "Non-Kuibyshevskaya" a -700 metros.
- Agosto de 2000: O Segundo Time do Escalão continua a exploração até -1200 metros.
- Setembro de 2000: UkrSA e time de MTDE exploram até -1410 metros.
- Janeiro de 2001: UkrSA e time da Cavex exploram uma janela a -1350 metros, conduzindo a uma fossa a -1430 metros e uma passagem lateral a -1420 metros, alcançando -1710 metros.
- Agosto de 2003: Cavex e Clube de Kiev passam pela fossa a -1440 metros, descobrindo novas passagens até -1660 metros.
- Julho de 2004: A equipe Cavex emparelha e continua até uma nova fossa a -1810 metros.
- Agosto de 2004: Equipe UkrSA encontra uma passagem lateral a -1660 metros, levando a outra fossa a -1824 metros.
- Outubro de 2004: A equipe UkrSA desce até -2080 metros, cruzando pela primeira vez a marca de -2000 metros em uma caverna.
- Fevereiro de 2005: A equipe UkrSA passa uma fossa na marca de -1980 metros.
- Julho de 2005: A equipe Cavex desce até -2140 metros, estabelecendo o recorde mundial para a maior profundidade explorada em uma caverna.
- Julho-Agosto de 2012: A equipe Cavex realiza estudos biológicos sob a coordenação de Ana Sofia Reboleira e Alberto Sendra, desde a entrada até ao sifão final (Dva Kapitana).[2][3]